# Turbina

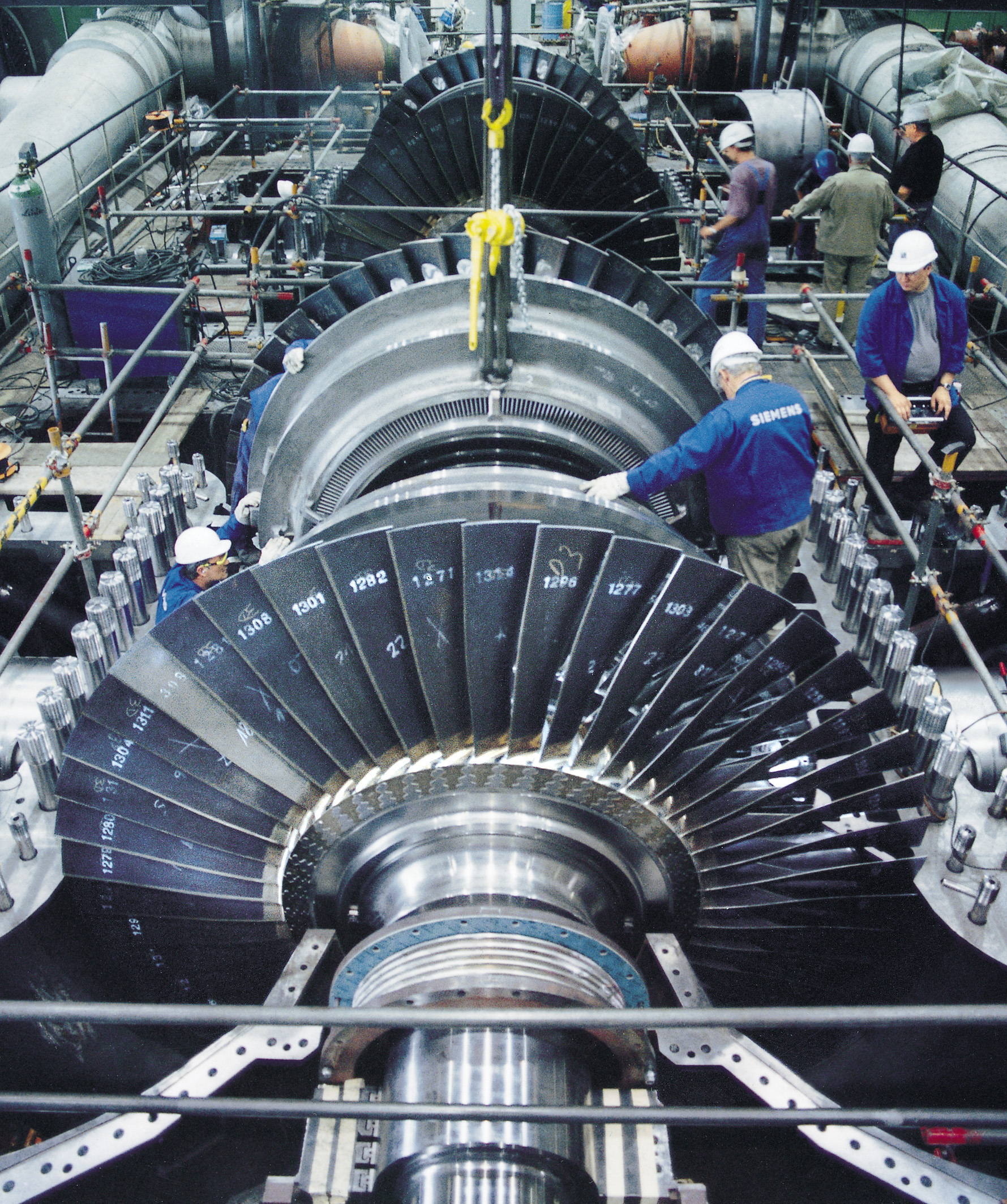
Muntatge d'una turbina de vapor de la marca SIEMENS

Una turbina és una turbomàquina formada per unes aspes unides a un eix que giren quan reben un fluid com aigua, gas o vapor, a molta pressió. Les turbines transformen l'energia mecànica d'aquests fluids en moviment en energia elèctrica.

## Teoria de l'operació

Esquema de turbines d'impuls i reacció, on el rotor és la part giratòria, i l'estator és la part estacionària de la màquina.

Un fluid de treball conté energia potencial (pressió de càrrega) i energia cinètica (càrrega de velocitat). El fluid pot ser compressible o incompressible. Les turbines empren diversos principis físics per recol·lectar aquesta energia:
Les turbines d'impuls canvien la direcció del flux d'un fluid d'alta velocitat o raig de gas. L'impuls resultant fa girar la turbina i deixa el flux de fluid amb energia cinètica disminuïda. No hi ha canvi de pressió del fluid o gas als àleps de la turbina (els àleps mòbils), com en el cas d'una turbina de vapor o de gas, tota la caiguda de pressió té lloc als àleps estacionaris (els broquets). Abans d'arribar a la turbina, la "càrrega de pressió" del fluid es canvia a "càrrega de velocitat" accelerant el fluid amb un filtre. Les rodes Pelton i les turbines de vapor utilitzen aquest procés exclusivament. Les turbines d'impuls no requereixen un marc de pressió al voltant del rotor, ja que el raig de fluid el crea el filtre abans d'arribar a les pales del rotor. La segona llei de Newton descriu la transferència d'energia per a les turbines d'impuls. Les turbines d'impuls són més eficients per fer servir en casos on el flux és baix i la pressió d'entrada és alta.
Les turbines de reacció desenvolupen torsió en reaccionar a la pressió o massa del gas o fluid. La pressió del gas o fluid canvia a mesura que passa a través de les pales del rotor de la turbina. Cal un marc de pressió per contenir el fluid de treball a mesura que actua a la(s) etapa(s) de la turbina o la turbina ha d'estar completament submergida en el flux de fluid (com en les turbines eòliques). La carcassa conté i dirigeix el fluid de treball i, per a les turbines d'aigua, manté la succió impartida pel tub de tir. Les turbines Francis i la majoria de turbines de vapor utilitzen aquest concepte. Per a fluids de treball comprimibles, se solen utilitzar múltiples etapes de turbina per aprofitar el gas en expansió de manera eficient. La tercera llei de Newton descriu la transferència d'energia per a les turbines de reacció. Les turbines de reacció s'adapten millor a velocitats de flux més altes o aplicacions en què l'alçada del fluid (pressió aigües amunt) és baixa.
En el cas de les turbines de vapor, com les que es farien servir per a aplicacions marines o per a la generació d'electricitat a terra, una turbina de reacció de tipus Parsons requeriria aproximadament el doble de files d'àleps que una turbina d'impuls de tipus de Laval, per al mateix grau de conversió d'energia tèrmica. Si bé això fa que la turbina Parsons sigui molt més llarga i feixuga, l'eficiència general d'una turbina de reacció és lleugerament superior a la d'una turbina d'impuls equivalent per a la mateixa conversió d'energia tèrmica.
A la pràctica, els dissenys de turbines modernes utilitzen conceptes de reacció i impuls en diversos graus sempre que sigui possible. Les turbines eòliques utilitzen un perfil aerodinàmic per generar una elevació (força) de reacció a partir del fluid en moviment i impartir-la al rotor. Les turbines eòliques també obtenen una mica d'energia de l'impuls del vent, desviant-lo en angle. Les turbines amb múltiples etapes poden fer servir àleps de reacció o d'impuls a alta pressió. Les turbines de vapor eren tradicionalment més d'impuls, però continuen avançant cap a dissenys de reacció similars als utilitzats a les turbines de gas. A baixa pressió, el medi fluid operatiu s'expandeix en volum per a petites reduccions de pressió. En aquestes condicions, l'àrab esdevé estrictament un disseny de tipus de reacció amb la base de l'àrab únicament d'impuls. La raó és deguda a l'efecte de la velocitat de rotació de cada pala. A mesura que augmenta el volum, augmenta l'alçada de la fulla i la base de la fulla gira a una velocitat més lenta en relació amb la punta. Aquest canvi en la velocitat obliga un dissenyador a canviar d'impuls a la base d'una punta d'estil de reacció alta.
Els mètodes clàssics de disseny de turbines es van desenvolupar a mitjan segle xix. L'anàlisi vectorial va relacionar el flux de fluid amb la forma i la rotació de la turbina. Al principi es van fer servir mètodes de càlcul gràfic. Les fórmules per a les dimensions bàsiques de les peces de la turbina estan ben documentades i es pot dissenyar una màquina altament eficient per a qualsevol fluid i condició de flux. Alguns dels càlculs són fórmules empíriques o de "regla general", i d'altres es basen en mecànica clàssica. Com amb la majoria dels càlculs d'enginyeria, es van fer suposicions simplificadores.

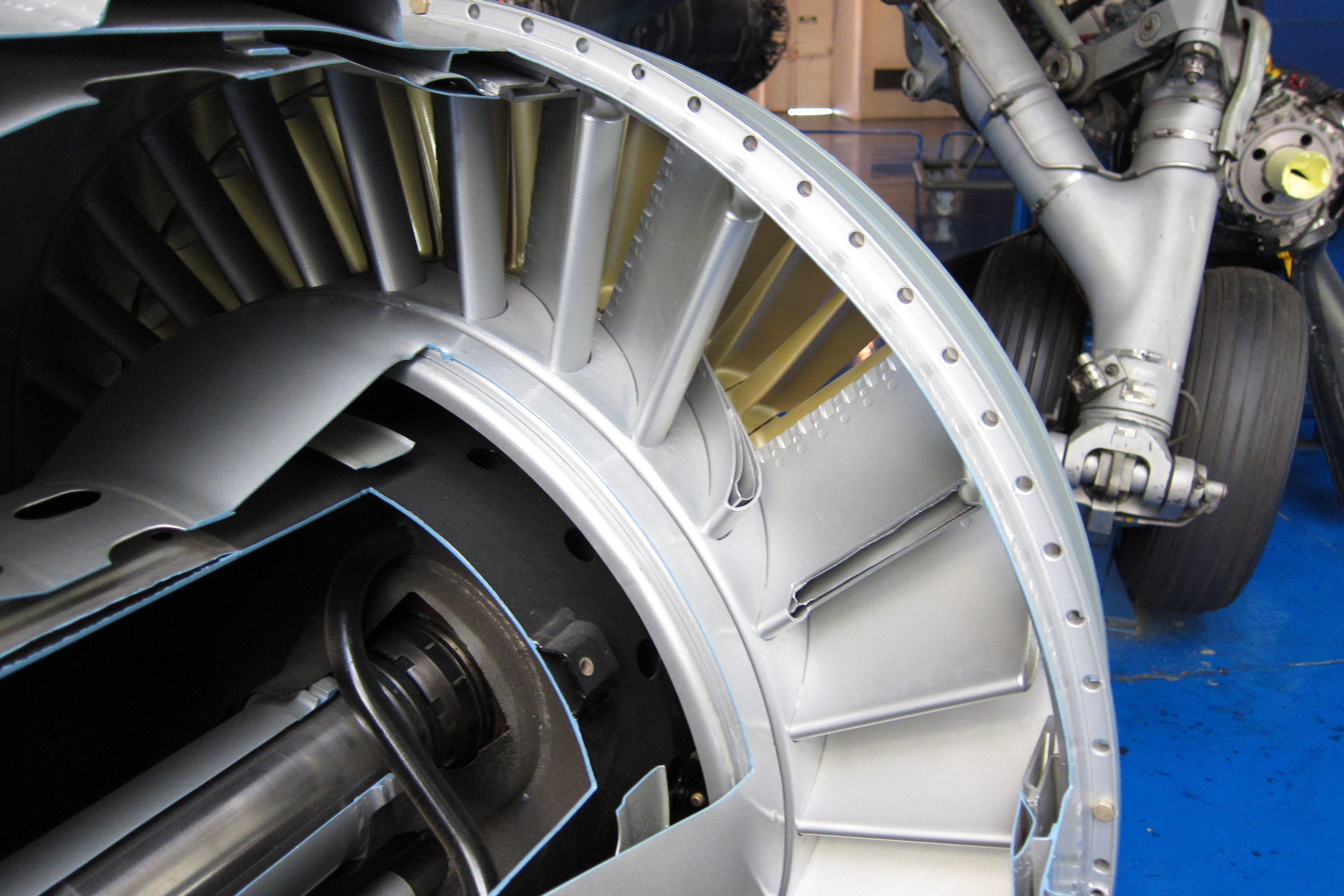
Àleps guia d'entrada de turbina d'un turboreactor

Els triangles de velocitat es poden utilitzar per calcular el rendiment bàsic d'una etapa de turbina. El gas surt dels àleps guia del filtre de la turbina estacionària a velocitat absoluta Va1. El rotor gira a velocitat U. En relació amb el rotor, la velocitat del gas quan incideix a l'entrada del rotor és Vr1. El gas és girat pel rotor i surt, en relació amb el rotor, a una velocitat Vr2. Tot i això, en termes absoluts, la velocitat de sortida del rotor és Va2. Els triangles de velocitat es construeixen utilitzant aquests diversos vectors de velocitat. Els triangles de velocitat es poden construir a qualsevol secció a través de l'àrab (per exemple: cub, punta, secció mitjana, etc.), però generalment es mostren al radi mitjà de l'etapa. El rendiment mitjà de l'etapa es pot calcular a partir dels triangles de velocitat en aquest radi utilitzant l'equació d'Euler:
{\displaystyle \Delta h=u\cdot \Delta v_{w}}
Per això:
{\displaystyle {\frac {\Delta h}{T}}={\frac {u\cdot \Delta v_{w}}{T}}}
on:
{\displaystyle \Delta h} és la caiguda d'entalpia específica a través de l'etapa
{\displaystyle T} és la temperatura total (o d'estancament) d'entrada a la turbina
{\displaystyle u} és la velocitat perifèrica del rotor de la turbina
{\displaystyle \Delta v_{w}} és el canvi en la velocitat del remolí
La relació de pressió de la turbina és una funció de {\displaystyle {\frac {\Delta h}{T}}} i l'eficiència de la turbina.
El disseny modern de turbines porta els càlculs més enllà. La dinàmica de fluids computacional prescindeix de moltes de les suposicions simplificadores utilitzades per derivar fórmules clàssiques i el programari informàtic facilita l'optimització. Aquestes eines han portat a millores constants en el disseny de turbines durant els darrers quaranta anys.
La classificació numèrica principal d'una turbina és la seva velocitat específica. Aquest número descriu la velocitat de la turbina en la màxima eficiència respecte a la potència i el cabal. La velocitat específica es deriva perquè sigui independent de la mida de la turbina. Donades les condicions de flux del fluid i la velocitat de sortida de l'eix desitjada, es pot calcular la velocitat específica i seleccionar un disseny de turbina apropiat.
La velocitat específica, juntament amb algunes fórmules fonamentals, es poden utilitzar per escalar de manera fiable un disseny existent de rendiment conegut a una nova mida amb el rendiment corresponent.
El rendiment fora del disseny normalment es mostra com un mapa de turbina o característica.
El nombre d'àleps al rotor i el nombre d'àleps a l'estator solen ser dos nombres primers diferents per reduir els harmònics i maximitzar la freqüència de pas dels àleps.

## Tipus de turbines
Hi ha diversos tipus de turbines segons el fluid que s'empra per aportar-hi energia mecànica: turbines hidràuliques, turbines de gas i turbines de vapor. A més a més, existeixen turbines eòliques (aerogeneradors) i submarines.

### Turbines hidràuliques
Les Turbines hidràuliques: són aquelles on el fluid de treball no té un canvi de densitat considerable a través del seu pas pel rodet. El fluid de treball acostuma a ser aigua. Segons la geometria de les turbines hidràuliques es troben aquests tipus:
- Turbina Pelton: Són el que s'anomena una turbina "d'acció", ja que l'element impulsor (normalment aigua) s'aplica directament sobre ella per a fer-la moure. És el tipus de turbina més apropiada per a grans salts d'aigua i petits o mitjans cabals, com els que hi ha a les petites centrals hidroelèctriques del Pirineu.
- Turbina Francis: Són el que s'anomena una turbina "de reacció", ja que l'element impulsor (normalment aigua) s'aplica a través d'ella, i és la mateixa circulació de l'element impulsor allò que la fa moure. És un tipus de turbina molt apropiat per salts mitjans-alts amb cabals mitjans, essent capaces de produir potències elevadíssimes.
- Turbina Kaplan: són turbines d'aigua de reacció de flux axial, amb un rodet que funciona de manera semblant a l'hèlix d'un vaixell. S'empren en salts de petita alçària.[3]

Els tres tipus estan ordenats de més a menys alçada d'aigua (transformat a velocitat de gir) i de menys a més cabal (volum d'aigua per unitat de temps que transforma en energia mecànica).

### Turbina de vapor
Les Turbines tèrmiques són aquelles en les quals el fluid de treball té un canvi de densitat considerable a través del seu pas pel rodet. Es poden classificar en:
- Turbina de vapor: és un aparell mecànic que transforma l'energia tèrmica continguda en el vapor a pressió en energia mecànica rotatòria. Aquest vapor es genera en una caldera, on es genera vapor a temperatura i pressió molt elevades. En la turbina es transforma l'energia interna del vapor en energia mecànica que, típicament, és aprofitada per un generador per produir electricitat.Hi ha diverses classificacions per a les turbines de vapor modernes, i per ser turbomàquina són susceptibles als mateixos criteris de classificació d'aquestes. D'altra banda, és comú classificar-les d'acord amb la seva grau de reacció:
  - Turbines d'acció: El canvi o salt entàlpic o expansió és realitzada en els àleps directors o les toveres d'injecció si es tracta de la primera etapa d'un conjunt de turbines, aquests elements estan subjectes a lestàtor. Al pas del vapor pel rotor la pressió es mantindrà constant i hi haurà una reducció de la velocitat.
  - Turbines de reacció: L'expansió, és a dir, el salt entàlpic del vapor, pot realitzar-se tant al rotor com a l'estàtor, quan aquest salt ocorre únicament al rotor la turbina es coneix com de reacció pura 'neta'.

### Turbina de gas
La Turbina de gas és una màquina tèrmica dins de la família dels motors de combustió interna a la qual té lloc una combustió continuada. La configuració de les turbines de gas consta d'una cambra de combustió que aprofita l'energia química d'un flux continu de combustible i de dues etapes de turbomàquines, compressor i turbina. Aquest conjunt, mitjançant canvis en l'energia de pressió i cinètica del fluid de treball, dona una sortida en forma d'energia mecànica que s'aprofita per a la producció de potència o per a la propulsió d'un vehicle. Es tracta d'un tipus de planta de potència que es pot fer servir per a múltiples aplicacions on es fa necessària una elevada relació potència/pes i un manteniment relativament menys costós.

### Aerogenerador
Un aerogenerador és una màquina que permet transformar l'energia cinètica del vent en energia elèctrica. Històricament, s'ha aprofitat l'energia del vent per diferents usos, entre els quals cal destacar els molins de vents que eren utilitzats en diferents zones per moldre gra i obtenir farina. A causa del baix preu d'altres fonts d'energia, els molins de vent es van anar abandonant, fins que darrerament la preocupació per medi ambient, i per l'efecte hivernacle han fet augmentar molt l'interès per les energies renovables, recuperant energies pràcticament abandonades com l'energia eòlica.
En el cas dels aerogeneradors la força del vent és captada per un rotor, que transforma l'energia cinètica del vent en energia mecànica giratòria de l'eix principal. Mitjançant una caixa d'engranatges, anomenada multiplicador, es transforma la velocitat de l'eix principal a la velocitat de gir adequada pel generador elèctric, habitualment un generador asíncron, que al seu torn transforma l'energia mecànica en energia elèctrica de corrent altern. Com que el vent és molt variable, un dels elements més importants d'aquestes màquines és el control tant de la potència com de les revolucions a què gira el generador, ja que perquè el corrent elèctric generat pels aerogeneradors es pugui aportar a la xarxa és necessari que la seva freqüència estigui perfectament sincronitzada amb la de la xarxa elèctrica que a l'estat espanyol és de 50 Hz.

### Turbina submarina
Una Turbina submarina és un dispositiu mecànic que converteix l'energia de les corrents submarins en energia elèctrica. Consisteix a aprofitar l'energia cinètica dels corrents submarins, fixant al fons submarí turbines muntades sobre torres prefabricades perquè puguin rotar a la recerca dels corrents submarins. Ja que la velocitat d'aquests corrents varia al llarg d'un any, s'han d'ubicar als llocs més propicis on la velocitat dels corrents varien entre 3 i 10 km/h per implantar centrals turbíniques preferentment en profunditats el més someres possible i que no facin malbé cap ecosistema submarí. Les turbines tenen una malla de protecció que impediria l'absorció d'animal.

## Usos
Una gran proporció de la energia elèctrica del món és generada per turbogeneradors. Un turbogenerador és un generador elèctric connectat a l'eix d'una turbina de vapor o turbina de gas per a la generació d'energia elèctrica. 
Les turbines s'utilitzen en motors amb turbines de gas a terra, mar i aire.
Els turbocompressors es fan servir en motors de pistons. El turbo és un sistema de sobrealimentació que usa una turbina centrífuga per accionar mitjançant un eix coaxial amb ella, una roda compressora per comprimir gases. Aquest tipus de sistemes se sol fer servir en motors de combustió interna alternatius, tant en els motors dièsel com gasolina.
Les turbines de gas tenen densitats de potència molt altes (és a dir, la relació potència/massa o potència/volum) perquè funcionen a velocitats molt altes. El motor principal del transbordador espacial feia servir turbobombes (màquines que consisteixen en una bomba impulsada per un motor de turbina) per alimentar els propulsors (oxigen líquid i hidrogen líquid) a la cambra de combustió del motor. La turbobomba d'hidrogen líquid és lleugerament més gran que el motor d'un automòbil (amb un pes aproximat de 700 lb) i la turbina produeix gairebé 70000 CV (52,2 MW).
Els turboexpansors s'usen per a refrigeració en processos industrials. Un turboexpansor es una turbina centrífuga o de flux axial, a través de la qual se expandeix un gas a alta pressió per produir treball, que sovint es fa servir per impulsar un Compressor o generador.